# Вільгельм Деніфль
Вільгельм Деніфль (нім. Wilhelm Denifl) — австрійський лижний двоборець, олімпійський медаліст, чемпіон світу, призер чемпіонатів світу. 
Бронзову олімпійську медаль Деніфль виборов у складі австрійської команди в командних змаганнях за форматом великий трамплін + 4х5 км на Пхьончханській олімпіаді 2018 року.

## Зовнішні посилання
- Досьє на сайті FIS [Архівовано 10 квітня 2018 у Wayback Machine.]

## Виноски
1. ↑  Міжнародна федерація лижного спорту — 1924.
2. ↑  Team large hill/4 × 5 km results